# Julien Alluguette
 (août 2025).
Julien Alluguette est un acteur et metteur en scène français, né le 7 mars 1984 à Paris.
Au théâtre, ses principaux rôles sont ceux d'Alan Strang dans Equus, et de Brian dans Les vœux du cœur, ou celui du Soldat dans Histoire du Soldat. Il réalise plusieurs mises en scène, dont Les Marchands d'étoiles d'Anthony Michineau.
À la télévision, il interprète le chef pâtissier Zacharie Landiras, dans la série Ici tout commence.
Au cinéma, il joue entre autres dans Mystères de Lisbonne de Raul Ruiz, et en doublage, il prête notamment sa voix à Aladdin dans le film de Guy Ritchie, Neteyam dans Avatar : La Voie de l'eau ou encore Isaac dans Teen Wolf.

## Biographie

### Carrière au théâtre
Julien Alluguette a suivi deux années de cours Florent et il commence sa carrière au théâtre en 2005. Il joue dans Un cœur sauvage, pièce écrite et mise en scène par Christophe Botti. Puis, il interprète Ariel dans La Tempête de William Shakespeare, Rovo dans Scènes de chasse en Bavière de Martin Sperr, et Puck dans Le Songe d'une nuit d'été au Théâtre du Nord-Ouest. En 2008, il joue deux pièces au Théâtre Marigny, d'abord dans La Tectonique des sentiments, pièce écrite et mise en scène par Éric-Emmanuel Schmitt, puis dans la pièce Equus de Peter Shaffer, mise en scène par Didier Long. Ce rôle d'Alan Strang lui vaut une nomination au Molière de la révélation théâtrale aux Molières 2009, et une autre aux Trophées Jeunes Talents.
Il joue en 2011 au théâtre du Rond-Point aux côtés de Judith Magre, pour Et l'enfant sur le loup de Pierre Notte, dans une mise en scène de Patrice Kerbrat, et dans Ma vie avec Mozart, accompagné d’Éric-Emmanuel Schmitt, à la Salle Gaveau. 
En 2015, Julien Alluguette joue au théâtre dans Les vœux du cœur, (de Bill C. Davis), mise en scène par Anne Bourgeois, au théâtre La Bruyère, pour lequel il est à nouveau nommé aux Molières 2016 en révélation théâtrale. 
Puis il interprète de 2016 à 2017 Arthur Rimbaud au Festival d'Avignon. En 2019 il joue dans le spectacle Michel for ever dans lequel « les comédiens du Théâtre de Poche-Montparnasse font revivre Michel Legrand en chansons : un hommage foisonnant et éclectique, à l'image de l'oeuvre du compositeur », selon  France Info.
À partir de 2022, il joue « Romain, protagoniste et narrateur de l'histoire », dans la pièce La Vie est une fête de Lilian Lloyd. 
Il est également metteur en scène de plusieurs pièces ou spectacles, dont Le Soldat Rose (Grand Rex, Palais des Congrès), ou Les Marchands d'étoiles, pièce d'Anthony Michineau, pour laquelle il reçoit le prix du meilleur metteur en scène au Festival Off d'Avignon en 2024. En 2025, il met en scène L'Affaire Corneille-Molière de Marc Tourneboeuf, pièce autour de la « théorie selon laquelle Corneille aurait écrit les pièces de Molière », et met également en scène Le Fantôme de l'Opéra, comédie musicale de Benoit Solès au Théâtre Antoine.

### Carrière à la télévision et au cinéma
De 2021 à 2024, il joue le rôle de Zacharie Landiras dans la série télévisée Ici tout commence,.
En 2019, il devient la voix française (parlée et chantée), et québécoise (chantée seulement), d'Aladdin dans le film homonyme de Guy Ritchie, puis en 2022, la voix française de Neteyam dans Avatar : La voie de l'eau, de James Cameron.

## Théâtre

### Comédien
- 2005 : Un cœur sauvage de Christophe Botti, mise en scène Stéphane et Christophe Botti, au Tango : François
- 2006 : La Tempête de William Shakespeare, mise en scène Nicolas Luquin : Ariel
- 2006 : Scènes de chasse en Bavière de Martin Sperr, mise en scène Hakima Afroune : Rovo
- 2006 : Cendrillon, assis dans le petit silence d'après le conte des Frères Grimm, mise en scène Céleste Germe : Prince
- 2007 : Le Songe d'une nuit d'été de William Shakespeare, mise en scène Nicolas Luquin, Théâtre du Nord-Ouest : Puck[21]
- 2008 : La Tectonique des sentiments d'Éric-Emmanuel Schmitt, mise en scène Éric-Emmanuel Schmitt, Théâtre Marigny
- 2008 : Equus[3] de Peter Shaffer, mise en scène Didier Long, Théâtre Marigny : Alan Strang[22],[23].
- 2009 : À Mona Lisa, le Louvre, Paris, mise en lecture Didier Long, Festival de la correspondance de Grignan
- 2010-2014 : Ma vie avec Mozart, d'Éric-Emmanuel Schmitt, avec l'Orchestre symphonique de Lyon, Salle Gaveau, puis tournée
- 2011 : Et l'enfant sur le loup de Pierre Notte, mise en scène Patrice Kerbrat, Théâtre de l'Union & Théâtre du Rond-Point : L'enfant
- 2013 : Qu'un idiot raconte de Jalie Barcilon, mise en lecture Anne Rotenberg, Théâtre des Mathurins : Milo
- 2015-2016 : Les vœux du cœur de Bill C. Davis, mise en scène Anne Bourgeois, Théâtre La Bruyère, puis tournée : Brian[6].
- 2016-2017 : Rimbaud / Verlaine : Éclipse totale de Christopher Hampton, mise en scène Didier Long, La condition des soies (Avignon), Théâtre de Poche Montparnasse : Arthur Rimbaud[24].
- 2018 : Histoire du soldat de Ramuz et Stravinsky, mise en scène Stéphan Druet, Théâtre de Poche Montparnasse, puis tournée : Le Soldat.
- 2018-2019 : Azor, mise en scène Stéphan Druet, Théâtre de l'Athénée, puis tournée : Robert Favier / Lalouette.
- 2019-2020 : Michel for ever[10], mise en scène Daphné Tesson et Stéphan Druet, Théâtre de Poche Montparnasse : Benjamin Martin
- 2022-2025 : La vie est une fête[11] de Lilian Lloyd, mise en scène Virginie Lemoine, Théâtre Actuel, Théâtre du Roi René (Festival d'Avignon) puis tournée : Romain.

### Metteur en scène
- 2007-2015 : Cendrillon, pièce de Caroline Delaittre, aux Théâtre des Deux Rêves, Théâtre Darius Milhaud, Théâtre Clavel, Vingtième Théâtre, Théâtre Marsoulan, Manufacture des Abbesses, Feux de la Rampe, puis tournée
- 2011 : Alpenstock, pièce de Rémi De Vos (Théâtre du Marais)
- 2013 : La piste aux ordures, spectacle de rue de Sébastien Antoine, au Festival d'Aurillac
- 2014-2016 : Emma est une putain de princesse, pièce de Julien Alluguette, au Geyser de Bellerive-sur-Allier, à la Comédie Contrescarpe (Paris) puis tournée
- 2016 : New Poppys, concert (Musée Grévin) puis tournée
- 2016-2018 : Peppa Pig : Le Grand Splash, adaptation de Julien Alluguette, spectacle musical (Casino de Paris) puis tournée.
- 2018 : MTatiana : Femme(s) (Théâtre Trévise) puis tournée
- 2019 : Amir : Addictour, concert (Zénith de Paris) puis tournée
- 2019-2020 : La Surprise de Peppa Pig, adaptation de Julien Alluguette, spectacle musical (Casino de Paris) puis tournée
- 2019-2021 : Rose : Kérosène, concert (Nouvelle Ève, Casino de Paris) puis tournée
- 2019-2023 : Félix Radu : Les mots s'improsent, seul en scène (Théâtre des Mathurins, Théâtre de l'Œuvre) puis tournée
- 2021-2022 : Métis, comédie musicale, en tournée
- 2023-2026 : Les marchands d'étoiles[14], pièce d'Anthony Michineau, (Splendid, Théâtre La Bruyère, Théâtre des Corps Saints, Théâtre des Béliers (Festival d'Avignon), puis tournée.
- 2023-2025 : Le Soldat Rose, comédie musicale de Louis Chedid, (Grand Rex, Palais des Congrès) puis tournée.
- 2024-2025 : Mirage, spectacle d'illusion (La Seine Musicale) puis tournée.
- 2024-2026 : Sandrine Sarroche : seule en scène (Théâtre des Mathurins, Théâtre Edouard VII) puis tournée
- 2025-2026 : L'Affaire Corneille-Molière[15],[16], pièce de Marc Tourneboeuf (Comédie Bastille) puis tournée
- 2025 : Marinella, pièce de Franck Buirod (Théâtre de la Madeleine)
- 2025-2026 : Le Fantôme de l'Opéra, comédie musicale de Benoît Solès (Théâtre Antoine) puis tournée

## Filmographie
- 2006 : Le Charme des impossibilités, de Nicolas Buenaventura : Le lecteur
- 2008 : Sa raison d'être (téléfilm) de Renaud Bertrand : Bertrand Ferrand
- 2009 : L'échappée belle (court-métrage) de François Tessier : Le jeune homme
- 2009 : Vivre !, long-métrage d'Yvon Marciano : Louis
- 2010 : Mystères de Lisbonne, de Raoul Ruiz : Benoît de Montfort
- 2011 : I bambini della sua vita, de Peter Marcias : Julien
- 2011 : Louise Wimmer, de Cyril Mennegun : Le vendeur du World Cash
- 2012 : Les Petits Meurtres d'Agatha Christie (épisode Le Couteau sur la nuque) de Renaud Bertrand : Julien Sobel
- 2012 : Louis la Brocante (épisode Louis et le troisième larron) de Michel Favart : Arthur Lambert
- 2013 : Passage du désir : le secret de Manta Corridor (mini-série) de Jérôme Foulon : Louis Manta
- 2014 : Le Général du Roi (téléfilm) de Nina Companeez : Saint Pol
- 2014 : Meurtres au Pays basque (téléfilm) d'Éric Duret : Mathias Cazes
- 2015 : Le visible et l'invisible, (court-métrage) de François Barbier : Pierre
- 2017 : Avow de Bill C. Davis : Brian
- 2019 : La Prod (série télévisée) de Julie Rohart : Le metteur en scène
- 2020 : Trois anges valent mieux qu'un (téléfilm) de Philippe Proteau : Paul Luciani
- 2020 : Je te promets (série télévisée) de Renaud Bertrand : Pierre-Olivier
- 2021-2024 : Ici tout commence, (série télévisée) : Zacharie Landiras[25]
- 2023 : Un Boys band au Paradis : Ilan
- 2023 : Ça, c’est Paris !, (série télévisée) de Marc Fitoussi : Amaury Capuçon

## Pièces radiophoniques
Julien Alluguette participe à quelques fictions radiophoniques sur France Inter, dont Mourir à Petropolis de Léo Koesten en 2013, et sur France Culture, dont L'Eveil du printemps de Aiat Fayez en 2016.

## Doublage

### Cinéma

#### Films
- 2012 : Piégée : Scott (Michael Angarano)
- 2012 : Magic Mike : voix additionnelles
- 2012 : Total Recall : Mémoires programmées : voix additionnelles
- 2012 : Passion : voix additionnelles
- 2012 : 21 Jump Street : voix additionnelles
- 2012 : Je te promets : voix additionnelles
- 2013 : The Mortal Instruments : La Cité des ténèbres : Simon (Robert Sheehan)
- 2013 : Thor : Le Monde des ténèbres : Ian Boothby (Jonathan Howard)
- 2014 : Dracula Untold : voix additionnelles
- 2016 : Un jour dans la vie de Billy Lynn : ? (?)
- 2018 : Equalizer 2 : Junior (Lance A. Williams)
- 2019 : Aladdin : Aladdin (Mena Massoud)
- 2019 : Music of My Life : Javed Khan (Viveik Kalra)
- 2020 : L'Un des nôtres : James Blackledge (Ryan Bruce)
- 2020 : The Babysitter: Killer Queen : Jimmy (Maximilian Acevedo)
- 2020 : The Prom : Nicky Boomer (Nico Greetham)
- 2022 : Sneakerella : Stacy (Hayward Leach)
- 2022 : Wifelike : Ido (Sean Yves Lessard)
- 2022 : Avatar : La Voie de l'eau : Neteyam (Jamie Flatters)
- 2022 : Old People : Alex (Louie Betton)
- 2024 : Mean Girls : Lolita malgré moi : Aaron Samuels (Christopher Briney (en))
- 2024 : Brothers : Avery (Andrew Brodeur) et Moke, jeune (Brooks Indergard)

#### Films d'animation
- 1995[n 3] : Si tu tends l'oreille : Sugimura
- 2012 : Les Mondes de Ralph : Boyd
- 2013 : Monstres Academy : Limace[n 4]
- 2014 : Les Nouveaux Héros : voix additionnelles
- 2018 : La boîte noire : Jules[réf. nécessaire]
- 2018 : Ralph 2.0 : Boyd
- 2019 : Prochain Arrêt : Mish
- 2020 : Dragon Quest: Your Story : le prince puis roi Harry

### Télévision

#### Téléfilms
- 2013 : Ma vie avec Liberace : Cary James (Boyd Holbrook)
- 2023 : Taken Montana : le garde-forestier Jude Rodriguez (Abner Lozano)

#### Séries télévisées
- Daniel Sharman dans :
  - Teen Wolf (2012-2014) : Isaac Lahey
  - The Originals (2014-2015) : Kaleb Westphall / Kol Mikaelson

- Jonas Strand Gravli (no) dans :
  - Ragnarök (2020-2023) : Laurits / Loki (18 épisodes)
  - La Disparue de Lørenskog (2022) : Tord (mini-série)

- 2012 : The Borgias : Antonello (Jesse Bostick)
- 2012 : Smash : Mason (Hunter Gallagher)
- 2013 : Switched : Noah (Max Lloyd-Jones)
- 2014 : Motive : James Dent (Alexander Calvert)
- 2015 : Devil's Playground : Finton (Ben Hall)
- 2015 : The Middle : Finn (Matthew Atkinson)
- 2015 : Conscience Morale : Jeff McLean (Mitchell Kummen)
- 2016 : Les Chroniques de Shannara : Perk (Stuart Shacklock)
- 2019 : The Politician : Derek (Aj Achinger) et Amir (Luis Avila)
- 2021 : Ridley Road : Jeremy Klein (Preston Nyman) (saison 1, épisodes 1 et 2)
- 2021 : The Premise : Ethan Streiber (Ben Platt) (saison 1, épisode 1)
- 2022 : Sur ordre de Dieu : Ricky (Laurent Pitre) (mini-série)
- 2022 : Copenhagen Cowboy : Nicklas (Andreas Lykke Jorgensen)
- 2022 : La Disparition de John Darwin : Anthony (Dominic Applewhite) (mini-série)

#### Séries d'animation
- 2015 : Les Grandes Grandes Vacances : Pierre Morteau
- 2020 : Drifting Dragons : Giraud

### Jeux vidéos
- 2023 : Final Fantasy XVI : Ronan et voix additionnelles

## Distinctions
- Molières 2009 : Nomination au Molière de la révélation théâtrale[2] pour le rôle d'Alan Strang dans Equus
- Prix du Meilleur Comédien au Festival cinematografico di Gavoi pour I bambini della sua vita[26]
- Molières 2016 : Nomination au Molière de la révélation théâtrale pour le rôle de Brian dans Les vœux du cœur[8]
- Lauréat 2017 du Prix Fondation Charles Oulmont pour le rôle de Rimbaud dans Rimbaud / Verlaine : Eclipse Totale[27]
- Prix Avignon à l’Unisson 2022 du Meilleur Comédien au Festival Off d'Avignon en 2023 pour La Vie est une fête de Lilian Lloyd[28]
- Trophées de la Comédie Musicale 2024 : Trophée du Meilleur spectacle jeune public pour Le Soldat Rose[29],[30], dont il est metteur en scène.
- Prix du meilleur metteur en scène au Festival Off d'Avignon en 2024[14] pour Les Marchands d'Étoiles de Anthony Michineau.
- Molières 2025 : Nomination Molière du théâtre privé pour Les Marchands d'Étoiles[31], dont il est metteur en scène.